# Svoboda nad Úpou
Svoboda nad Úpou (deutsch Freiheit, auch Freiheit an der Aupa, früher Freyheit) ist eine Stadt im Okres Trutnov im Královéhradecký kraj in Tschechien.

## Geographische Lage

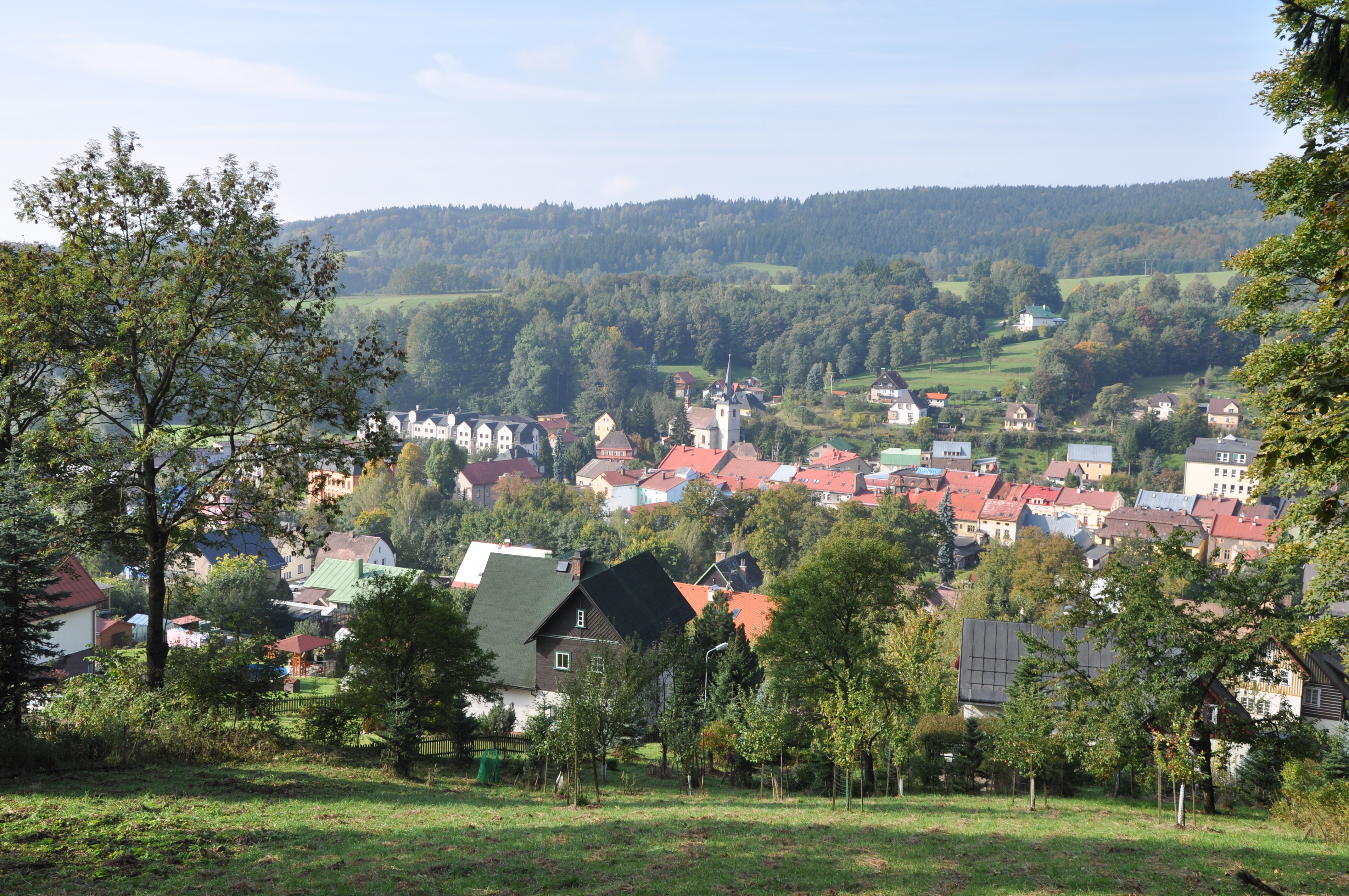
Stadtkern und Umgebung

Die Stadt liegt in Nordböhmen im Tal der Aupa zwischen dem Riesengebirge und dem Rehorngebirge, drei Kilometer östlich des Kurorts Janské Lázně (Johannisbad).

## Geschichte

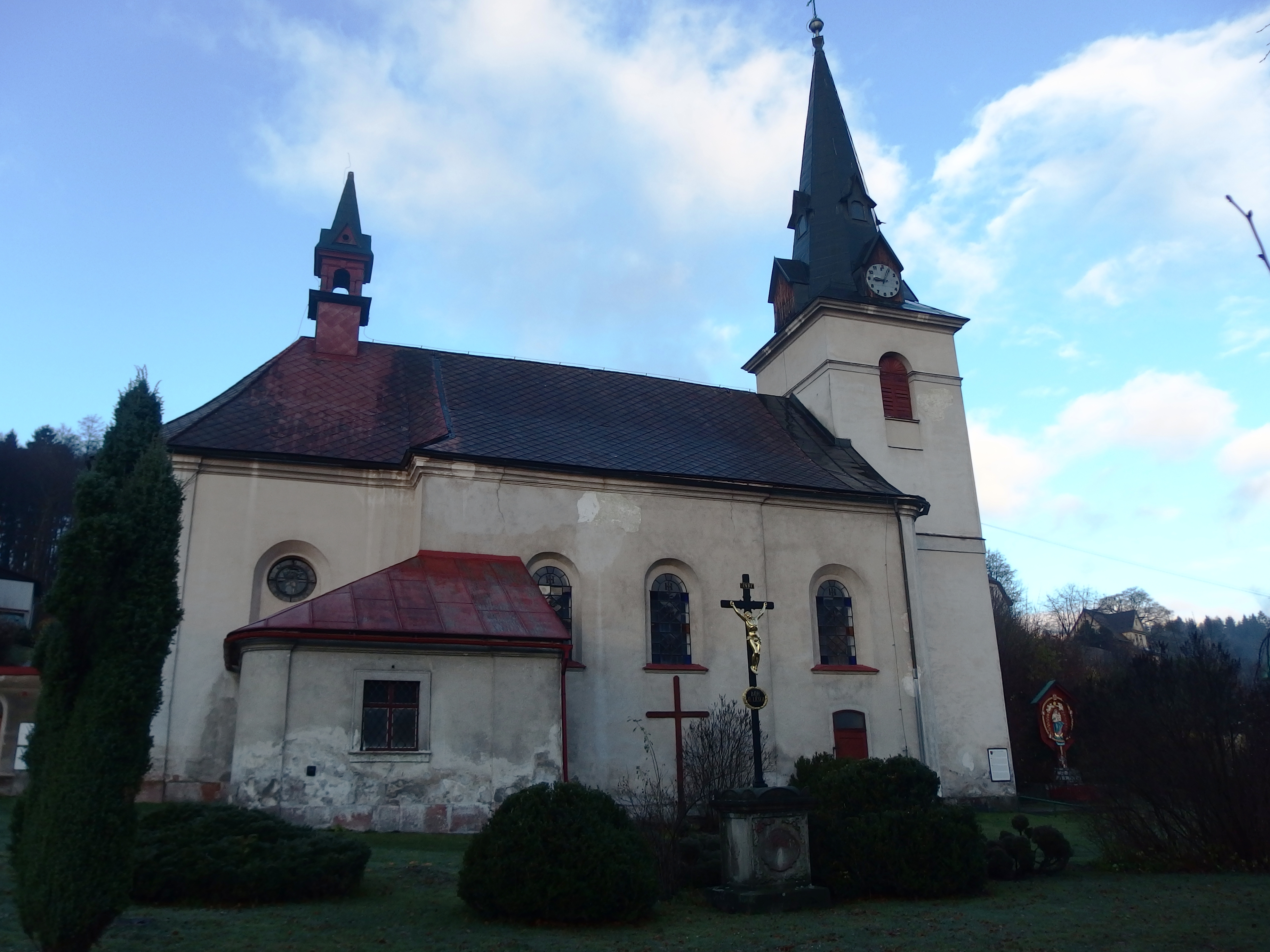
Nepomukkirche

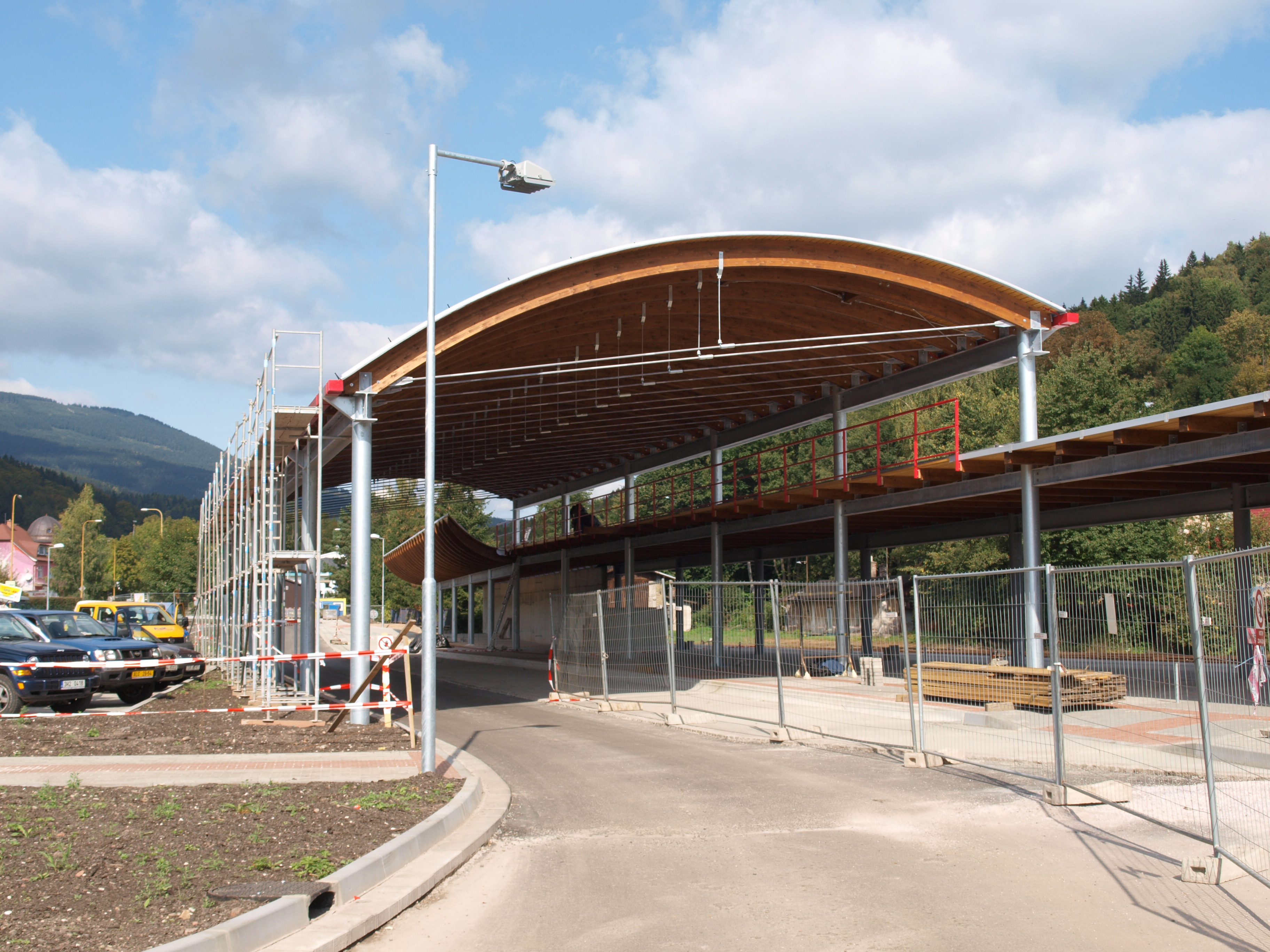
Errichtung des neuen Busbahnhofs im Jahr 2009

Die Ortschaft wurde 1546 von Ferdinand I., 1580 von Rudolf II. und 1684 von Ferdinand III. privilegiert. Ab etwa 1560 waren hier Tiroler Holzknechte angeworben und angesiedelt worden. Die Siedlung am Eingang des unwirtlichen Aupatales erhielt den Namen Freiheit nicht zu Unrecht: Ab hier konnte man Holz schlagen, Land urbar machen und in Besitz nehmen und war keinem Herren untertan, außer dem Kaiser. Am 5. Februar 1675 wurde die Ortschaft von der fürstlichen Familie Schwarzenberg käuflich erworben. Gegen Ende des 18. Jahrhunderts war der Ort ein Marktflecken. Anfangs war der Ort landwirtschaftlich geprägt, im 19. Jahrhundert gründete Prosper Joseph Maria Piette eine Papierfabrik. Seit 1871 ist Freiheit an der Aupa Endstation der Bahnstrecke Trutnov–Svoboda nad Úpou.
Nach dem Ersten Weltkrieg wurde die Stadt 1919 der neu geschaffenen Tschechoslowakei zugeschlagen. Aufgrund des Münchner Abkommens wurde die Stadt 1938 an das Deutsche Reich angegliedert und gehörte bis 1945 zum Landkreis Trautenau, Regierungsbezirk Aussig, im Reichsgau Sudetenland. 1939 lebten in der Stadt 1.271 Einwohner. Nach dem Zweiten Weltkrieg übernahm die Tschechoslowakei die Stadt. Die deutsche Bevölkerung wurde enteignet und vertrieben.

### Demographie
Bis 1945 war Freiheit an der Aupa überwiegend von Deutschböhmen besiedelt, die vertrieben wurden.
| Jahr | Einwohner | Anmerkungen         |
| ---- | --------- | ------------------- |
| 1830 | 0639      | in 129 Häusern      |
| 1833 | 0609      | in 129 Häusern      |
| 1900 | 1682      | deutsche Einwohner  |
| 1921 | 1319      | davon 1277 Deutsche |
| 1930 | 1411      | [ 7 ]               |
| 1939 | 1271      | [ 7 ]               |

| Jahr      | 1970 | 1980 | 1991 | 2001 | 2003 |
| --------- | ---- | ---- | ---- | ---- | ---- |
| Einwohner | 2180 | 2499 | 2436 | 2259 | 2216 |

## Stadtgliederung
Für die Stadt Svoboda nad Úpou sind keine Ortsteile ausgewiesen. Zu Svoboda nad Úpou gehören die Katastralbezirke Dolní Maršov (Marschendorf I) und Maršov II (Marschendorf II).

## Sehenswürdigkeiten
- Katholische Kirche St. Johannes Nepomuk, 1770 statt der alten hölzernen vom Fürsten Schwarzenberg aus Stein neu erbaut[4]
- Statuen der Jungfrau Maria, des hl. Florian und des hl. Antonius am Hauptplatz
- Theodor-Körner-Stele, errichtet 1913 auf dem Waldfriedhof in Marschendorf[9]
- Katholische Kirche St. Joseph, erbaut 1930 im Teil Maršov I (Marschendorf I)
- Rathaus, erbaut 1869

## Persönlichkeiten

### Im Ort geborene Persönlichkeiten
- František Wende (1904–1968), nordischer Skisportler
- Peter Zinecker (1930–2022), deutscher Metallgestalter

### Vormalige Ehrenbürger
- Hieronymus Roth (1826–1897), Bürgermeister von Trautenau
- Eduard Herbst (1820–1892), Deutschliberaler Mandatar des Reichsrates
- Bernhard Pauer, Arzt in Johannisbad (1827–1908).
- Johann Etrich (1836–1912), Textilunternehmer in Trautenau
- Josef Etrich (1829–1901), Textilunternehmer in Trautenau-Oberaltstadt
- Ignaz Etrich (1839–1927), Textilunternehmer in Jermer
- Josef Schöpfer (* 1860), Bezirkshauptmann in Trautenau
- Ottomar Klement (1855–1907), Bezirksschulinspektor in Trautenau
- Josef Kahl (1857–1907), Oberlehrer in Freiheit
- Eduard Maria Prosper Piette-Rivage (1846–1928), k.k. Kommerzienrat, Besitzer der Papierfabrik Marschendorf
- Franz Stephan (1851–1920), Wachsfabrikbesitzer in Freiheit; ab 1908[10]